# Eric Khoo
Eric Khoo Kim Hai (Singapura, 27 de março de 1965) é um cineasta e produtor cinematográfico singapurense.